# Liste von Höhlen im Toten Gebirge
Diese Liste von Höhlen im Toten Gebirge listet eine Auswahl an Höhlen im Toten Gebirge auf.
Der gut verkarstungsfähige Dachsteinkalk bietet im Zusammenwirken mit dem übrigen Trennflächengefüge besonders günstige Voraussetzungen für die Höhlenbildung. Mit Stand 2022 sind im Österreichischen Höhlenverzeichnis 2800 Objekte in den Katastergruppen des Toten Gebirges verzeichnet. Die meisten Höhleneingänge liegen im Plateaubereich des Toten Gebirges. Mit vermessenen 155.018 m ist das Schönberg-Höhlensystem (Kat.Nr. 1626/300) die längste Höhle Österreichs.
| Name                          | Kat.-Nr. | Vermessungslänge [m] | Vertikalerstreckung [m] |
| ----------------------------- | -------- | -------------------- | ----------------------- |
| Schönberg-Höhlensystem        | 1626/300 | 155.018              | 1.061                   |
| Schwarzmooskogel-Höhlensystem | 1623/40  | 133.831              | 1.125                   |
| Verborgene Höhle              | 1616/110 | 30.955               | 364                     |
| DÖF-Sonnenleiter-Höhlensystem | 1625/379 | 24.172               | 249                     |
| Ahnenschacht                  | 1626/50  | 23.282               | 627                     |
| Almberg-Höhlensystem          | 1624/18  | 22.676               | 302                     |
| Burgunderschacht              | 1625/20  | 22.588               | 848                     |
| Grießkar-Höhlensystem         | 1627/126 | 19.184               | 636                     |
| Woising-Höhlensystem          | 1627/74  | 15.757               | 382                     |
| Wildbaderhöhle                | 1625/150 | 11.065               | 874                     |
| Grubstein-Westwandhöhle       | 1625/350 | 10.485               | 396                     |
| Hüttstatthöhle                | 1624/28  | 9.175                | 245                     |
| Offenbarungssystem            | 1616/80  | 6.646                | 222                     |
| Eisenhut                      | 1616/422 | 6.440                | 416                     |
| Elmhöhlensystem               | 1624/38  | 5.472                | 354                     |
| Toter-Winkel-Höhle            | 1626/257 | 3.697                | 297                     |
| Salzofenhöhle                 | 1624/31  | 3.588                | 124                     |
| Grubstein-Eishöhle            | 1625/16  | 2.728                | 270                     |
| Nanoschacht                   | 1626/360 | 2.313                | 196                     |
| Kühlloch                      | 1616/5   | 1.415                | 376                     |
| Kreidelucke                   | 1628/2   | 1.160                | 76                      |
| Untere Schießerbachhöhle      | 1616/6   | 411                  | 102                     |
| Obere Schießerbachhöhle       | 1616/7   | 182                  | 17                      |
| T-Höhle                       | 1616/8   | 80                   | 16                      |
| Ramesch-Knochenhöhle          | 1636/08a |                      |                         |
| Brieglersberghöhle            | 1625/24  |                      |                         |

## Karten
- Alpenvereinskarte Bl. 15/1 (Totes Gebirge – West), 1:25.000; Österreichischer Alpenverein 2014; ISBN 978-3-928777-29-2.
- Alpenvereinskarte Bl. 15/2 (Totes Gebirge – Mitte), 1:25.000; Österreichischer Alpenverein 2008; ISBN 978-3-928777-31-5.
- Alpenvereinskarte Bl. 15/3 (Totes Gebirge – Ost), 1:25.000; Österreichischer Alpenverein 2010; ISBN 978-3-928777-33-9.